# Kalifornisk slanksalamander
Kalifornisk slanksalamander (Batrachoseps attenuatus) är ett stjärtgroddjur i familjen lunglösa salamandrar, som finns i västra USA.

## Utseende
Salamandern är avlång och slank med ett kort huvud, korta ben med fyra tår på varje fot (de flesta individer i familjen har fem tår på bakfötterna), och en mycket lång svans. Kroppslängden ligger mellan 7,5 och 14 cm. Grundfärgen är mörkbrun, ofta med en brun, tegelröd, blekt orangeröd eller gul mittlinje på ryggen. Magen och svansens undersida har vita fläckar; svansundersidan är vanligen ljusast, med gula stänk.

## Utbredning
Den kaliforniska slanksalamandern finns i västra USA från sydvästra Oregons till norra Kaliforniens kuster.

## Vanor
Arten håller till i kustnära, låglänta områden med redwood eller annan barrträdsväxtlighet. I södra delen av utbredningsområdet förekommer den även i ekskogar. Salamandern söker gärna skydd under bark, stenar, olika föremål på marken och i lövförna. Under den torra årstiden söker den sig under jorden i övergivna bon av andra djur, naturliga håligheter och liknande. Den blir troligtvis inte mer än 10 år gammal. Födan består av hoppstjärtar, små skalbaggar, snäckor, gråsuggor, kvalster och spindlar.

### Fortplantning
Fortplantningen sker på land. Själva parningen sker troligtvis under den torra årstiden (sommaren), då djuren vistas under jorden, och därför är inte mycket känt om den. Honorna börjar lägga ägg när de kommer fram ur sommarvistet i oktober. Äggen läggs troligtvis främst underjordiskt, och kläcks efter 2,5 till 3 månader. Ungarna kläcks fullt utvecklade och har inget larvstadium. De blir könsmogna vid mellan 2 och 4 års ålder.